# Paul Outerbridge
Paul Outerbridge Jr. (15 de agosto de 1896-17 de octubre de 1958) fue un fotógrafo estadounidense que destacó por su trabajo y por el uso experimental temprano de la fotografía en color. Fue un fotógrafo comercial y de modas pionero en la fotografía de color, también fue profesor y un creador de fotografías eróticas de desnudos que no podrían ser exhibidos en su época.

## Trayectoria fotográfica
Durante su adolescencia trabajó como ilustrador y diseñador teatral creando escenarios y esquemas de iluminación. Después de un accidente causó baja en el Real Servicio Aéreo Naval canadiense en 1917, pero se alistó en el Ejército de Estados Unidos donde  realizó su primer trabajo fotográfico.
En 1921, se matriculó en la Escuela de Fotografía de Clarence Hudson White en la Universidad de Columbia. En un año su trabajo empezó ser publicado en las revistas Vanity Fair y Vogue.
En Londres, en 1925, la Royal Photographic Society invitó a Outerbridge para realizar una exposición individual.

### París
Viajó a París y entabló amistad con diferentes artistas y fotógrafos, como Man Ray, Marcel Duchamp o Berenice Abbott. En París  produjo un diseño para la revista francesa Vogue, también conoció y trabajó con Edward Steichen y construyó el mayor y mejor equipado estudio de fotografía publicitaria de ese tiempo.
En 1929, doce de sus fotografías fueron incluidas en la prestigiosa exposición alemana Film und Foto.

### Nueva York
Volvió a Nueva York en 1929, donde abrió un estudio produciendo trabajo comercial y artístico, asimismo empezó escribir una columna mensual sobre fotografía de color para la revista  U.S. Camera Magazine. Outerbridge se convirtió en un fotógrafo conocido a causa de la alta calidad de sus ilustraciones en color, realizados mediante un proceso extremadamente complejo de impresión al carbón.
En 1937, las fotografías de Outerbridge  fueron incluidas en una exposición en el Museo de Arte Moderno y en 1940 publicó su libro seminal Photographing in Color, utilizando ilustraciones de alta calidad para explicar sus técnicas.
El color vívido de las fotografías de estudios de desnudo de Outerbridge pronto se convirtieron en fotografías fetiche ya que eran demasiado indecentes bajo los estándares de sus contemporáneos para encontrar aceptación pública general. Un escándalo sobre su fotografía erótica obligó a Outerbridge a retirarse como fotógrafo comercial e hizo que se trasladase a Hollywood en 1943. A pesar de la controversia, Outerbridge continuó contribuyendo con fotografías a diversas revistas y escribiendo su columna mensual.
En 1945,  se casó con la diseñadora de moda Lois Weir y trabajó en la compañía de moda de ambos denominada Lois-Paul Originales.
Murió de cáncer de pulmón en 1958.
Un año después de su muerte, el Instituto Smithsoniano realizó una exposición retrospectiva sobre su obra fotográfica. A pesar de que su reputación se ha diluido en el tiempo, entre los años 1970 y 1990 se han rescatado sus obras, lo que supuso un cierto resurgimiento de la fotografía de Outerbridge.